# تشيستر فيلدمان
تشيستر فيلدمان (بالإنجليزية: Chester Feldman)‏ هو ضابط أمريكي، ولد في 8 يناير 1926 في ذا برونكس في الولايات المتحدة، وتوفي في 25 مايو 1997 في نيويورك في الولايات المتحدة.

## وصلات خارجية
- تشيستر فيلدمان على موقع IMDb (الإنجليزية)
- تشيستر فيلدمان على موقع قاعدة بيانات الفيلم (الإنجليزية)